# 염색질
염색질(染色質, 영어: chromatin)은 DNA, 단백질, RNA로 구성된 거대분자 복합체이다. 염색질의 일차적인 기능은 DNA 포장(DNA packaging)을 통하여 부피를 줄이고, 거대분자인 DNA가 유사분열 하도록 하고, DNA 손상을 막고, 유전자 발현과 DNA 복제를 통제하는 것이다. 염색질을 이루는 주요 단백질은 DNA를 압축하는 히스톤이다. 진핵세포(핵이 있는 세포)에만 염색질이 존재하고, 원핵세포는 다른 방법으로 DNA를 조직한다. 진핵세포의 염색질에 해당하는 원핵세포의 것은 핵양체 영역에 존재하며 지노포어(genophore)라 한다.
염색질의 구조는 여러 요소의 영향을 받는다. 전체적인 구조는 세포 주기에 따라 달라진다. 간기에 염색질은 느슨한 구조로 RNA나 DNA 중합효소가 각각 DNA를 전사하거나 중합할 수 있게 한다. 국소적인 구조는 DNA에 있는 유전자에 달려있다. 유전자가 활성화되어 전사되는 DNA 영역(진정염색질 /퍼진염색질; Euchromatin)은 더 느슨하게 포장되어 있고 RNA 중합효소가 결합한 상태로 관찰된다. 비활성 유전자가 부호화된 DNA(이질염색질/; Heterochromatin)는 구조 단백질과 결합하여 단단하게 포장되어 있다. 구조 단백질에 후생유전학적인 화학 변화, 특히 히스톤의 메틸화와 아세틸화가 일어나면 국소적인 염색질 구조가 바뀐다. 세포가 분열 준비를 하면서 염색질은 더 밀집하여 후기에 염색체가 분리되기 용이해진다. 이 시기에 광학 현미경으로 세포에 있는 각각의 염색체를 관찰할 수 있다.
|  |

일반적으로 염색질은 세 단계로 조직된다.
1. 진정염색질 : DNA가 히스톤 단백질을 감싸서 뉴클레오솜을 형성한다. 이 특징적인 구조를 염주 모양(beads-on-a-string)이라고 한다.
2. 이질염색질 : 히스톤 여러 개가 뉴클레오솜 배열의 가장 촘촘한 구조인 30 nm 섬유를 형성하면서 감긴다. 이 구조는 인 비트로 상에서는 거의 확실하지만, 최근 X선 연구에서 유사분열 중인 사람 염색체에서 보이지 않았다.[3]
3. 유사분열과 감수분열 중 : 30 nm 섬유가 고도로 포장되어 중기 염색체 형태가 된다.

이러한 조직 단계를 따르지 않는 세포도 많다. 예를 들어 정자와 조류 적혈구의 염색질은 대부분의 진핵세포보다 촘촘하게 포장되어 있고, 트리파노소마유사 원생동물은 유사분열을 할 때 뚜렷한 염색체를 형성하지 않는다.

## 구조 체계
염색질은 세포 주기 동안 다양한 구조 변화를 거친다. 히스톤 단백질은 염색질을 포장하고 정렬하는 염기성 분자로 다양한 번역후 수식을 통하여 변형되어 염색질 포장 정도를 변화시킨다(히스톤 변형). 히스톤 아세틸화는 염색질을 느슨하게 하고 접근성을 높여 DNA 복제와 전사가 일어나게 한다. 히스톤 트리메틸화는 염색질을 압축하여 접근성을 떨어뜨린다. 한편 염색질에 대한 접근성을 높이는 후성유전학적 변화와 낮추는 변화가 동시에 같은 영역에 일어난 염색질인 이가 염색질(bivalent chromatin)이 존재한다는 보고가 있다. 히스톤 H3의 4번, 27번 위치에 있는 라이신 잔기가 메틸화되어 있는데, 이는 발생과 관련이 있다고 추정된다. 27번의 라이신은 분화된 세포보다 배아 세포에 더 많이 메틸화되어 있고, 메틸화된 4번의 라이신은 뉴클레오솜 재형성 효소와 히스톤 아세틸화효소를 모아 전사를 조절한다.
폴리콤 유전자군 단백질(polycomb-group protein)은 염색질 구조를 조정(modulation)하여 유전자 발현을 조절한다.

### DNA 구조

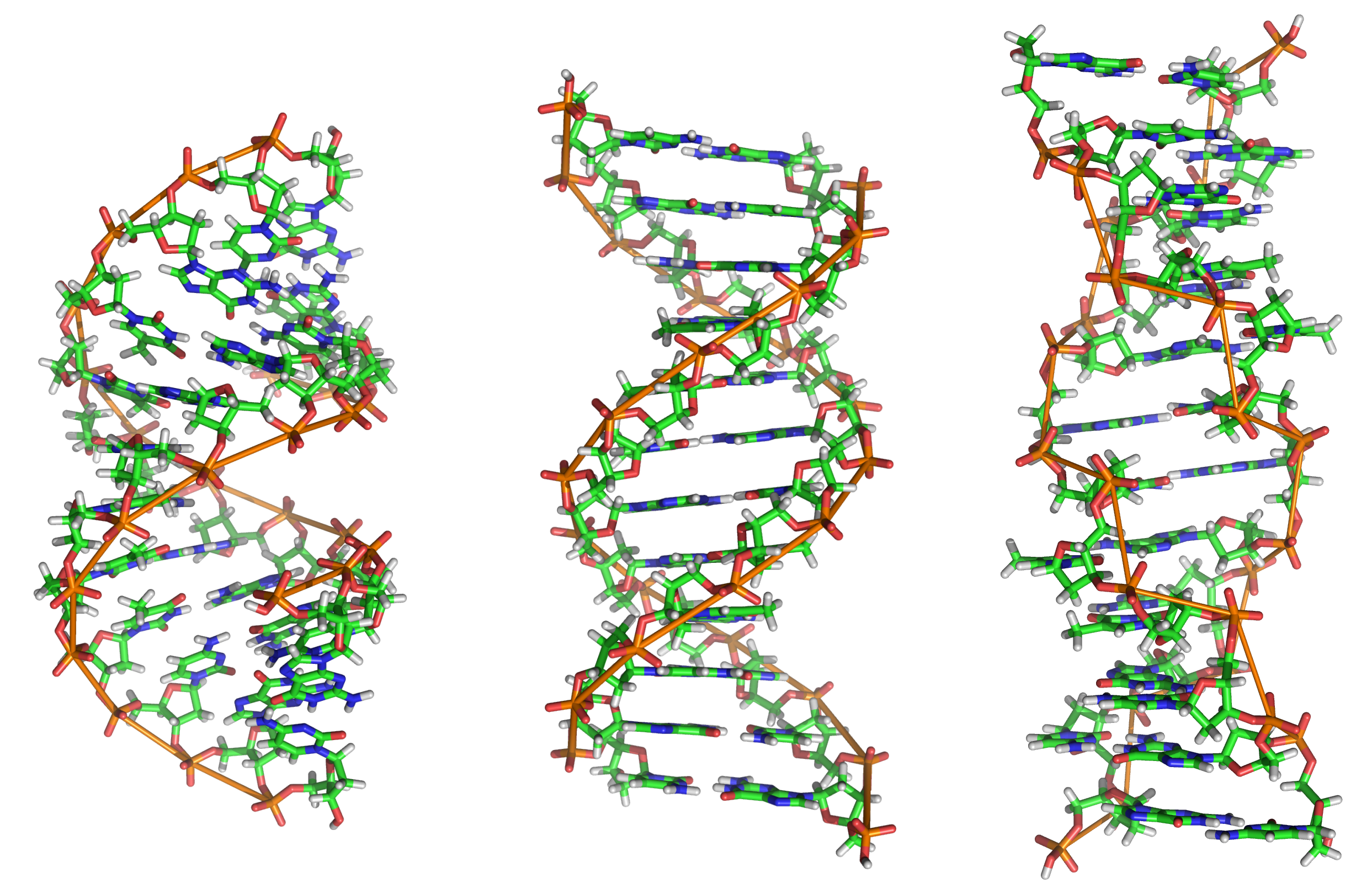
A, B, Z형 DNA

자연에서 DNA는 세 가지 형태(A, B, Z형)로 존재할 수 있다. A형과 B형 DNA는 오른손감기 나선이고, Z형은 지그재그형 인산 뼈대가 있는 왼손감기 나선이다. Z형 DNA는 염색질 구조와 전사에 특정한 역할을 한다. Z형 DNA와 B형 DNA의 연결 지점에는 한 쌍의 염기가 뒤집어져 정상적인 결합을 하고 있지 않다. 이 염기는 다양한 단백질이 인식할 수 있는 자리가 되고, RNA 중합효소나 뉴클레오솜이 결합하여 생기는 비틀림 변형력을 해소하는 역할을 한다.

### 뉴클레오솜과 염주 구조

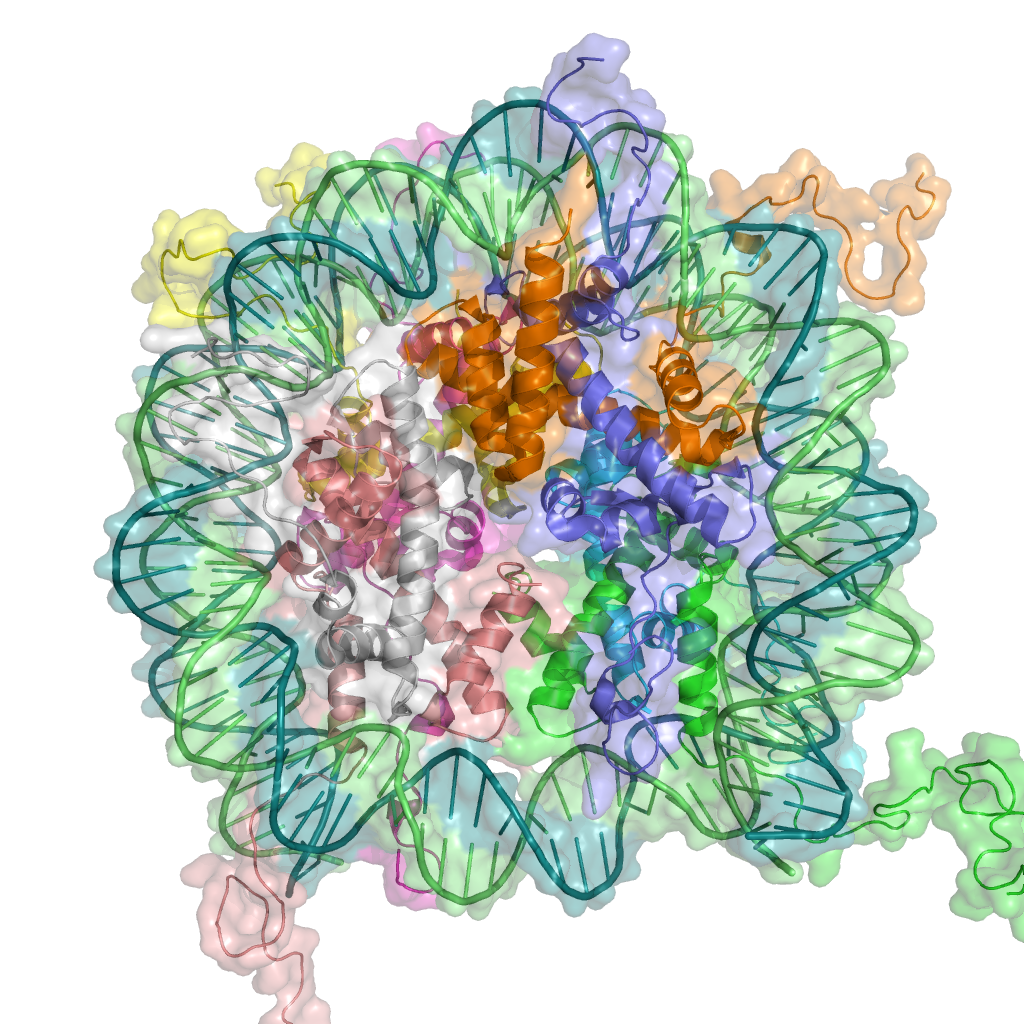
뉴클레오솜의 구조

염색질은 기본적으로 연결 DNA 구간으로 연결된 뉴클레오솜이 반복된 구조로, 원래 용액상의 DNA보다 훨씬 짧다. 뉴클레오솜 가운데에 있는 히스톤 이외에도 H1이라는 연결 히스톤이 뉴클레오솜에서 DNA가 시작하고 끝나는 부분에 있다. 히스톤 H1과 중심 뉴클레오솜을 합쳐서 크로마토좀이라 한다. 뉴클레오솜과 20-60 염기쌍의 연결 DNA는 비생리학적 조건 아래에서 약 10 nm의 염주 구조를 형성한다.
뉴클레오솜과 DNA의 결합은 비특이적이지만, 뉴클레오솜 위치에 영향을 미치는 DNA 서열은 존재한다. 이는 주로 DNA 서열에 따라 물리적인 특성이 다르기 때문이다. 예를 들어 아데닌과 타이민은 안쪽 작은 홈(minor groove)에 있는 경우가 많다. 즉 뉴클레오솜은 아데닌과 타이민이 최대로 존재하는 약 10 염기쌍(DNA의 나선 회전 당 염기쌍 개수)마다 하나씩 우선적으로 결합한다.

### 30 nm 염색질 섬유

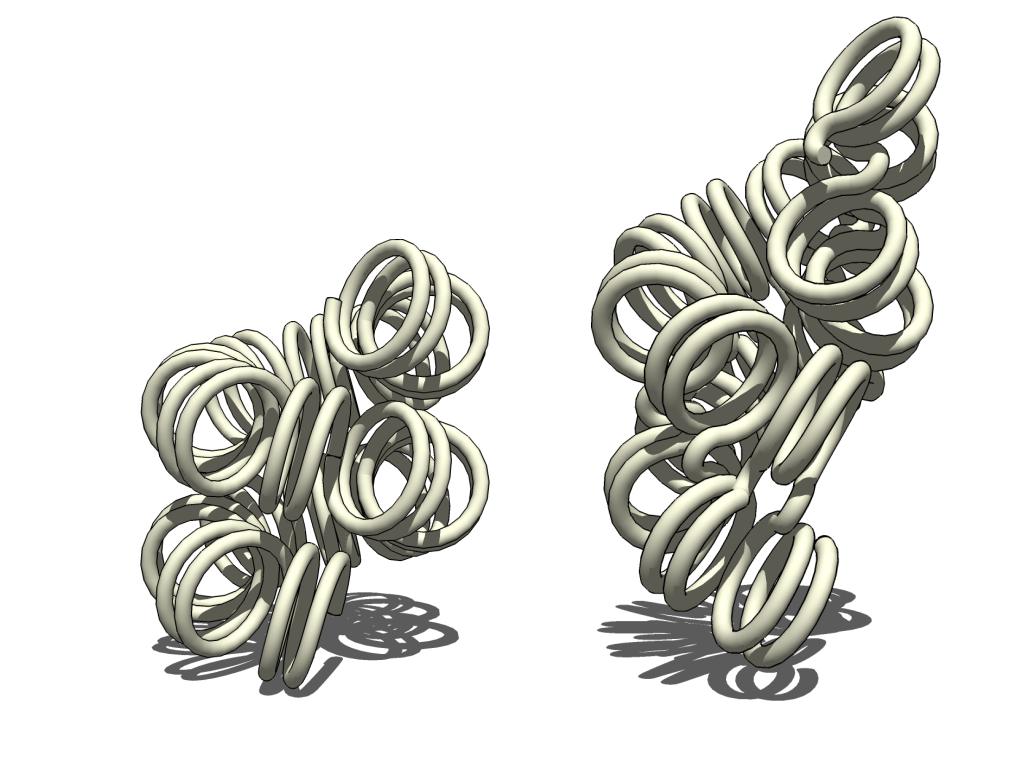
30 nm 염색질 섬유로 제안된 두 가지 구조. 왼쪽은 솔레노이드형 나선 한 개로 시작하는 구조. 오른쪽은 느슨한 나선 2개로 이루어진 구조.이 구조에서는 히스톤을 제외하고 오직 DNA만 나타내었다.

H1와 염주 구조는 지름 30 nm의 나선 구조로 감겨 30 nm 섬유 혹은 미세섬유가 된다. 이 구조에 대한 정보는 자세히 알려진 것이 적다.
이 단계의 염색질 구조는 진정염색질을 이룰 것으로 추정된다. 전자현미경을 통한 연구에 따르면 30 nm 섬유는 매우 역동적이어서 전사를 위하여 RNA 중합효소가 결합하면 10 nm 섬유(염주 구조)로 풀린다.

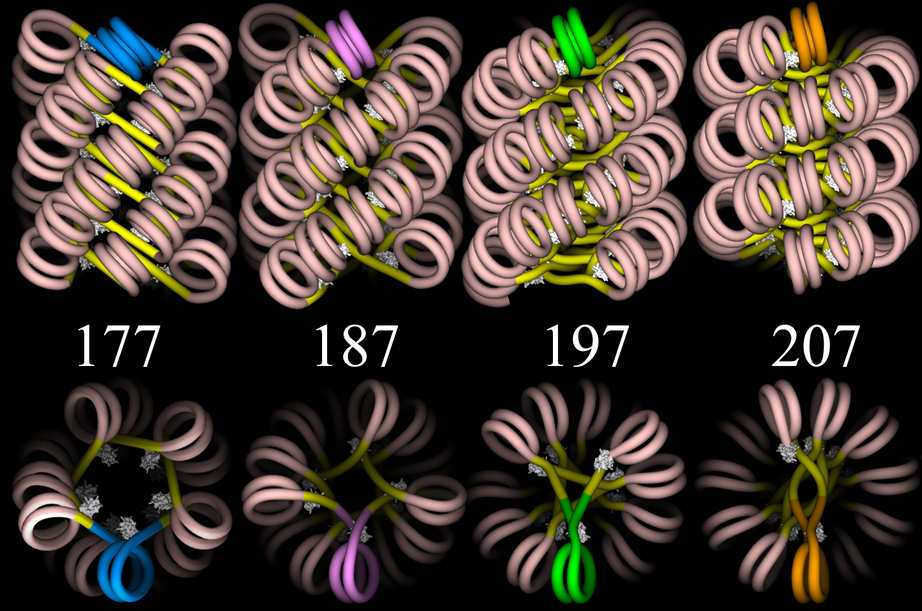
30 nm 염색질 미세섬유로 제안된 네 가지 구조. 뉴클레오솜 한 개당 DNA의 반복 길이가 177-207 염기쌍 범위이다. 연결 DNA는 노란색, 뉴클레오솜 DNA는 분홍색

현재까지 제안된 모델은 뉴클레오솜이 섬유의 축과 직각으로 놓여있으며, 연결 히스톤은 내부에 존재한다. 30 nm 섬유의 안정성은 DNA와 뉴클레오솜의 규칙적인 형태에 의존한다. 뉴클레오솜이 필요한 방향으로 회전하고 접히면서 DNA에 과도한 변형력을 주지 않으려면 상대적으로 굽힘과 회전에 저항이 있는 연결 DNA의 길이가 매우 중요하다. 이 설명에 따르면 연결 DNA의 길이가 다르면 염색질 섬유마다 다른 위상으로 접혀야 한다. 전자현미경으로 섬유를 재구성한 최근의 이론적 연구는 이러한 설명을 지지한다.

### 핵에서 염색질의 공간적 구성
핵에서 염색질이 정렬되는 공간은 무작위적이지 않다. 특정한 영역에 특정한 염색질 구간이 위치한다. 특정 핵 내 공간에는 핵 라미나 결합 도메인(lamina-associated domain, LAD), 위상적 결합 도메인(topological-associated domain, TAD) 등이 있으며, 단백질 복합체로 서로 연결되어 있다. 현재까지 핵 내의 염색질의 접힘을 설명하기 위한 모델로는 실과 바인더 스위치(strings and binders switch, SBS) 모델과 역동적 루프(dynamic loop, DL) 모델 등이 있다.

## 전사와의 관계
염색질과 효소의 상호작용은 유전자 발현에 중요한 요소이다. RNA 합성은 히스톤 아세틸화와 관련이 있다. 히스톤 끝에 붙어있는 라이신 잔기는 양전하를 띤다. 이 꼬리에 아세틸기가 붙으면 염색질이 중화되어 DNA 접근이 가능해진다.
염색질 응축이 풀리면 DNA가 분자 기구의 접근이 가능하도록 열린다. 염색질이 풀림과 응축을 반복하면서 전사는 불연속적으로 일어나거나 전사 급상승(transcriptional bursting)이 일어난다. 여기에는 전사 인자의 결합이나 분리와 같은 요소도 연관되어 있을 수 있다. 단순한 전사 확률 모델과 대조적으로 염색질 응축과 유전자 발현 사이의 관계는 동종(isogenic) 집단의 세포 간에 유전자 발현 양상이 매우 다른 것을 설명할 수 있다.

## 세포주기에 따른 구조 변화

### 간기
간기 동안 염색질의 구조는 핵 내로 DNA를 압축하면서도 전사 인자와 DNA 수선 인자가 DNA에 접근하기 쉽게 최적화된다. RNA 중합효소가 DNA에 접근하기 위해서는 느슨한 진정염색질 구조여야 한다.

### 중기

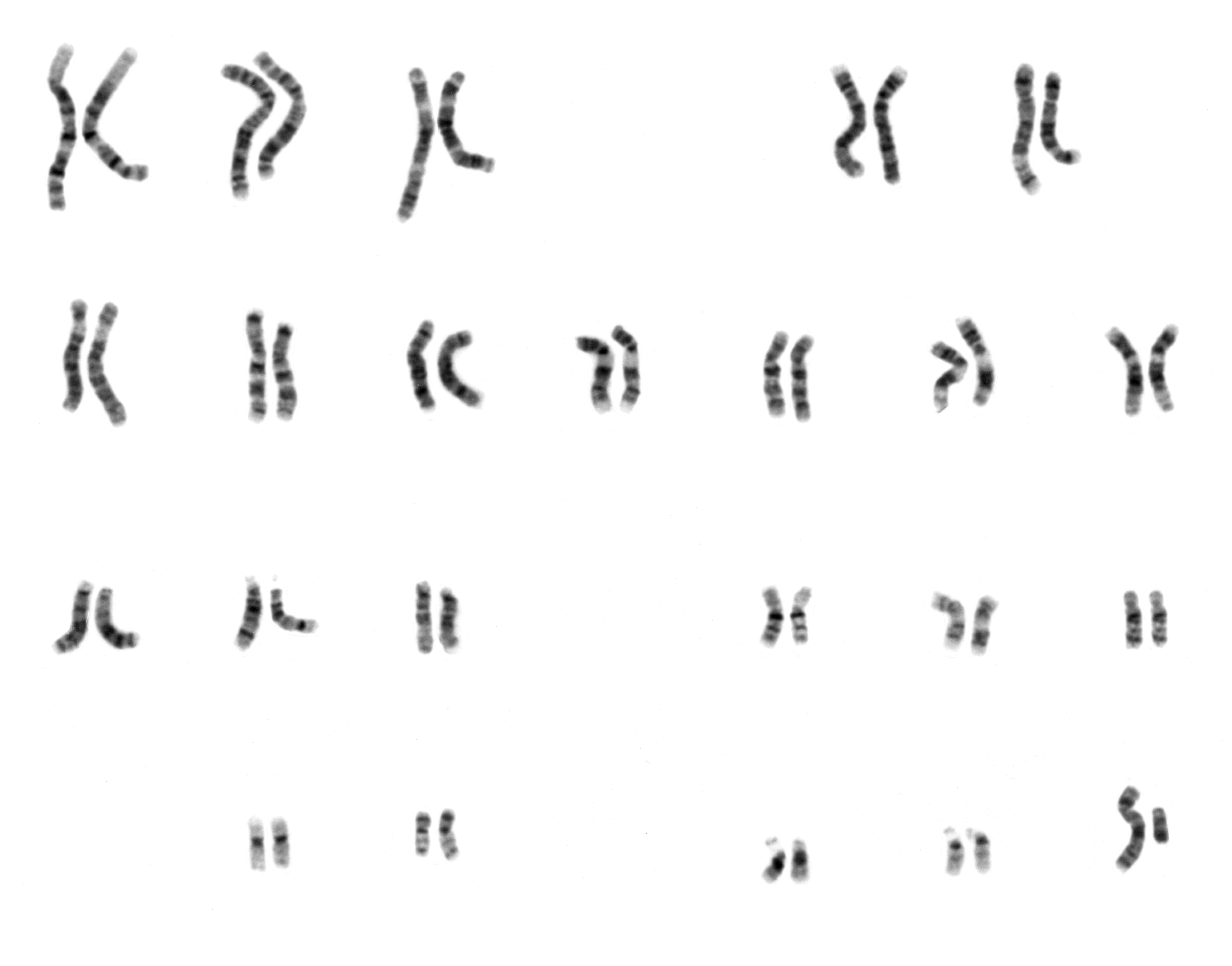
김자 염색을 이용한 남성의 핵형도. 전형적인 중기 염색질 구조를 보여준다.

중기의 염색질의 구조는 간기의 그것과는 크게 다르다. 물리적인 강도를 높이고 처리하기 쉽도록 핵형에서 볼 수 있는 전형적인 염색체 구조로 변한다. 염색체는 중심 스캐폴드 단백질에 30 nm 섬유가 고리를 이루어 응축된 구조라고 추정하고 있지만, 명확히 밝혀진 바가 없다.
중기에는 딸 염색체가 분리되면서 DNA가 손상되지 않도록 염색질의 물리적인 강도를 높이는 것이 중요하다. 동원체로 염색질이 접근함에 따라 히스톤 H1 유사체를 통하여 염색질의 구성이 변화하여 강도를 극대화한다.
유사분열 동안에 대부분의 염색질이 조밀하게 압축되지만, 그렇지 않은 영역이 일부 있다. 이 영역은 대개 유사분열에 들어가기 전에 그 세포에서 이미 활성화되어 있었던 유전자의 프로모터에 해당하는 영역이다. 유사분열 동안에 압축되지 않는 영역은 유전학적 책갈피(bookmarking)라고 불리며, 후성유전학적으로 딸 세포에게 어떤 유전자가 유사분열 전에 활성화되어 있었는지 기억을 전달하는 역할을 한다고 여겨진다.

## 기타 구조 변화
후생동물의 정자형성(spermiogenesis) 과정에서 정자세포(spermatid)의 염색질은 결정같은 구조로 개조된다. 이 과정은 전사의 중단과 핵 단백질 교환과 연관이 있다. 히스톤은 아르기닌이 많은 작은 단백질 프로타민(protamine)으로 대부분 대체된다.

## 염색질의 다양한 정의
- 단순 축약형 정의: 염색질은 DNA와 단백질, RNA 거대분자의 복합체이다. 단백질은 DNA를 포장하고 정렬하여 핵 내에서 DNA의 기능을 통제한다.
- 생화학 실험적 정의: 염색질은 간기 진핵세포의 핵을 용해하여 나온 추출물에 있는 DNA, 단백질, RNA의 복합체이다. 이 정의에 의하면 염색질의 구성과 특성은 세포마다, 세포의 발달 단계에 따라, 세포 주기의 단계에 따라 다르다.
- DNA와 히스톤 정의: 핵에 있는 DNA 이중 나선은 히스톤이라는 특수한 단백질에 의해 포장되어 있고, 이 복합체를 염색질이라 한다. 염색질의 기본 구조 단위는 뉴클레오솜이다.

## 노벨상 수상 기록
염색질과 관련하여 노벨상을 받은 수상자는 아래와 같다.
| 연도 | 수상자                                              | 수상 내용 |
| ---- | --------------------------------------------------- | --- |
| 1910 | 알브레히트 코셀                                     | 다섯 개의 핵 염기(아데닌, 사이토신, 구아닌, 타이민, 유라실)를 발견한 공로로 노벨 생리학·의학상 수상                        |
| 1933 | 토머스 헌트 모건                                    | 유전 현상에서 염색체와 유전자의 역할을 규명한 공로로 노벨 생리학·의학상 수상                                               |
| 1962 | 프랜시스 크릭, 제임스 왓슨과 프레데릭 모리스 윌킨스 | DNA의 이중나선 구조와 생체 내에서 정보 전달 기능의 중요성을 밝힌 공로로 노벨 생리학·의학상 수상                            |
| 1982 | 에런 클루그                                         | 결정학적 전자현미경 개발과 핵산-단백질 복합체의 구조를 규명한 공로로 노벨 화학상 수상                                      |
| 1993 | 리처드 로버츠와 필립 샤프                           | 단백질을 발현하는 DNA 절편인 엑손과 그 사이를 가르고 단백질을 발현하지 않는 인트론을 발견한 공로로 노벨 생리학·의학상 수상 |
| 2006 | 로저 콘버그                                         | DNA가 전령 RNA로 전사되는 기작을 규명한 공로로 노벨 화학상 수상                                                            |

## 같이 보기
- 염색분체
- 후성유전학
- 히스톤 변형 효소